# Wiktor Kemula
Wiktor Kemula (Ismail (Bessarabia), 6 novembre 1902 – Varsavia, 17 ottobre 1985) è stato un chimico polacco.
Fu il fondatore della scuola polacca di polarografia e inventore dell'elettrodo a goccia pendente di mercurio.

## Biografia
Kemula nacque da una famiglia polacca nella città di Izmaïl, nel delta del Danubio vicino al Mar Nero. Il padre morì di tubercolosi quando Kemula aveva nove anni, e sei anni dopo morì anche la madre. Affidato alla nonna, superò a pieni voti la scuola superiore, e grazie ad una borsa di studio si iscrisse alla Università Nazionale Ivan Franko a Leopoli in Ucraina, dove studiò chimica. A 25 anni divenne dottore in scienze chimiche.
Negli anni 1929-1930 fece un tirocinio all'Università Carolina di Praga con il professor Jaroslav Heyrovský interessandosi di elettrochimica. Nel periodo 1930-1931 studiò fotochimica di colloidi a Lipsia con Peter Debye e Fritz Weigert. Nel 1936 fu chiamato alla cattedra di Chimica Fisica all'Università di Leopoli; nello stesso anno divenne membro della società scientifica di Leopoli.
Durante l'occupazione nazista di Leopoli l'università fu chiusa e Kemula fu impiegato in una fabbrica di caramelle. Alla fine della guerra, il 1º luglio 1945 fu chiamato come professore presso l'Università di Varsavia. Nel 1952 divenne membro della Accademia Polacca delle Scienze, e nel 1955 fu eletto presidente della Società Chimica polacca. Nel 1968 andò in pensione.
Nel periodo 1981-1985 fu presidente della Società Scientifica di Varsavia (Towarzystwo Naukowe Warszawskie). Il 1º dicembre 1982 l'Università di Varsavia lo insignì di una laurea honoris causa.
Kemula fu anche un appassionato di scienze umanistiche e di musica. Suonava il piano in un gruppo di musica da camera. Morì durante un concerto nella chiesa di Santa Croce di Varsavia, mentre si rappresentava il Requiem di Mozart.

## Contributi scientifici

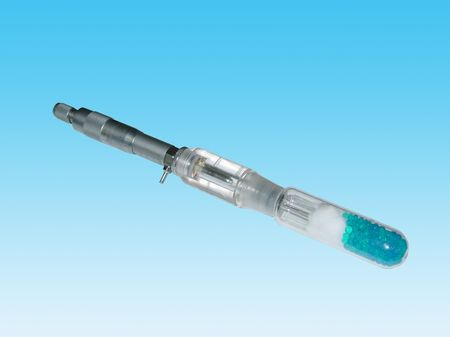
Elettrodo a goccia pendente di mercurio

Viktor Kemula è stato l'inventore dell'elettrodo a goccia pendente di mercurio (o HMDE, dall'inglese Hanging Mercury Drop Electrode). Contribuì allo sviluppo della chimica elettroanalitica, e in particolare della polarografia.
Oltre a numerosi articoli su riviste scientifiche, è coautore di un libro di Chimica Generale e Inorganica:
- Stanisław Tołłoczko, Wiktor Kemula: Chemia nieorganiczna z zasadami chemii ogólnej, Państwowe Wydawnictwo Naukowe, Warszawa, 1954, 1964, 1966, 1970.